# Uhrenmuseum Peking
Das Uhrenmuseum in Peking (chinesisch 北京鐘錶博物館; auch Galerie der Uhren) ist Bestandteil des Chinesischen Nationalmuseums in Peking. Die Sammlung bedeutender mechanischer Zeitmesser umfasst rund 1000 Exponate aus dem 18. und 19. Jahrhundert aus dem chinesischen Reich als auch Stücke aus anderen Ländern der Welt. Das Museum sammelt und zeigt keine digitalen Zeitmesser. Im Jahre 2020 wurde aus der Galerie das eigene Feng Xian-Museum, das nahe des südlichen Tores steht. Es zieht jährlich viele Tausend Besucher an.

## Lage
Bis zum Jahr 2018 befand sich die Uhrensammlung in der Halle der Ahnen im Süden der Verbotenen Stadt. Nach Umgestaltung der Räumlichkeiten wurde daraus die Uhrengalerie (Hall of clocks and watches). Ein Teil der Sammlung zog ab den 2020er Jahren in das Fengxian Palace Watch Museum, das sich an der Ostseite des Kaiserpalastes in der Verbotenen Stadt nahe am Jingyun-Tor befindet.
Es stellt nun in einer Dauerausstellung aus dem Fundus über 200 exquisite Zeitmesser aus.

## Geschichte
Nachdem der italienische Priester Matteo Ricci dem Kaiser Ming anlässlich einer Einladung nach Peking als Gastgeschenk zwei Zeitmesser mitgebracht hatte, entwickelten die chinesischen Kaiser ein großes Interesse an der Uhrmacherei und an mechanischen Zeitmessern. Da diese im Großen Reich nicht hergestellt wurden, wurden sie mehrfach aus Europa importiert. Besonders Kaiser Qianlong (18. Jhd.) war von „westlicher Kunst und Kultur“ besessen und ließ während seiner Herrschaft Tausende europäischer Uhren nach China verschiffen. Dann wurden auch Uhrenwerkstätten im Kaiserpalast in Peking und in den Palästen von Guangzhou und Suzhou gegründet und Uhren für den Hofstaat hergestellt.
Bis zum Ende des 20. Jahrhunderts konnten mehr als 1000 Stücke zusammengetragen werden. Die ausländischen Stücke stammen aus Ländern wie Großbritannien, Frankreich, der Schweiz, den Vereinigten Staaten und Japan.
Das Pekinger Uhrenmuseum reiht sich in die Uhrenmuseen in aller Welt ein. Eine genaue Gliederung oder Einordnung nach Größe oder Bedeutung lässt sich nicht vornehmen, da es Museen für ganze Länder (beispielsweise das Deutsche Uhrenmuseum, das National Museum of American History der Smithsonian Institution in Washington D. C), Museen nach Bauarten oder Anwendungsgebieten (wie Kuckucksuhren aus dem Schwarzwald, Turmuhren wie das Museum im Schloss Raesfeld, Spieluhren, astronomische Uhren) oder Museen von großen Uhrenherstellern (Pattek, Glashütte), maritime Chronometer usw. gibt.
Da sagt auch die Zahl der Exponate über die weltweite Bedeutung des Pekinger Uhrenmuseums nichts über eine Rangfolge aus.

## Beschreibung der Exponate
Die Galerie der Uhren, nun das Feng Xian-Museum, ist einer der touristischen Höhepunkte neben der Verbotenen Stadt. Die Ausstellung enthält eine Auswahl besonders herausragender Zeitmesser. Einige der Exemplare aus dem 18. Jahrhundert wurden von James Cox oder Joseph Williamson (beide aus London) gefertigt und über Guangdong importiert; andere stammen aus der Schweiz, Amerika und Japan (wie bereits oben dargestellt). Alle ausgestellten Stücke zeigen die Kunstfertigkeit der Uhrmacher und ihre Liebe zum Detail.
Zu den herausragenden Uhren der Sammlung gehören:
- eine Astronomie-Uhr aus vergoldetem Kupfer, die mit einem funktionierenden Modell des Sonnensystems ausgestattet ist[1],
- die mit einem Schreibautomaten versehene Uhr aus vergoldetem Kupfer, entworfen und hergestellt von der Schweizer Uhrenmanufaktur Jaquet-Droz und vom britischen Uhrmacher Timothy Williamson signiert.
 Es handelt sich um einen komplexen 2,31 Meter hohen Apparat, bei dem ein kniender junger Mann in einem georgianischen Hofanzug mithilfe eines Miniatur-Pinsels auf eingelegtem Papier chinesische Schriftzeichen mit einem Glückstext schreibt.[2] Dieser außerordentliche Zeitmesser wird der Öffentlichkeit nur bei besonderen Veranstaltungen vorgeführt.[1]
- eine Glockenspieluhr aus den 1790er Jahren, von chinesischen Hofuhrmachern.
Die wie ein Tempel gestaltete metallene Uhr ist 5,85 Meter hoch und steht auf einem 2,6 Meter hohen quadratischen Sockel. Bei vollem Aufzug kann sie bis zu 72 Stunden laufen. Sie schlägt alle Viertel-Stunden und jede volle Stunde.[8]
- eine sehr hohe Wasseruhr in Form einer Pagode aus dem Jahr 1799, die mit 6 Metern Höhe die größte Wasseruhr in China ist. Das Herzstück der Uhr sind vier übereinander angeordnete gleich große Bronzegefäße, durch die Wasser in einer vorgegebenen Zeit hindurchläuft und dann ohne Unterbrechung wieder nach oben gepumpt wird.[9]

Die im Jahr 2019 ganz neu arrangierte Ausstellung ist in sechs thematische Abschnitte unterteilt. Hin und wieder werden Exponate aus dem Fundus zu Ausstellungen kuratiert, die dann auch außerhalb des Palastmuseums gezeigt werden. Beispielsweise gastierte die gemeinsam von der Chinese Cultural Relics Society, der Chinese Horological Association und der Shenyang Museum Association gestaltete Ausstellung Treasured Time (Geschätzte Zeit) im September 2024 im Memor Museum im Beijing 751 Park. Zu sehen waren fast hundert seltene und exquisite Zeitmesser aus dem späten 18. bis frühen 20. Jahrhundert, dargeboten im Stil des kaiserlichen Hofes. Zudem zeigte einer der Restauratoren bei der Ausstellungseröffnung Details der Restaurierung an einem Exponat.